# Springfield (cadena de tiendas)

Springfield (SPF) es una cadena española de tiendas de moda que cuenta con 923 puntos de venta en 60 países. Pertenece al Grupo Cortefiel, empresa del sector de la moda.

## Identidad corporativa
La identidad visual corporativa de la cadena está basada en líneas simples y colores vivos. Sin ir más lejos, el logotipo utilizado es el nombre de la cadena con una tipografía sencilla y de gran espaciado, junto con el claim As You Live. En las tiendas se mantiene este concepto, predominando los colores naturales y acabados industriales.

## Ropa y estilo
Aunque la cadena es principalmente textil, en realidad las tiendas incluyen numerosos artículos que no entran en esa categoría; es el caso del calzado o los artículos de perfumería (colonias, desodorantes, etc). 
A pesar de que la cadena estuviera originalmente orientada a una clientela exclusivamente masculina, desde 2006 se adentra en el terreno de moda femenina, desarrollando una nueva división de la cadena denominada Springfield Woman.
El público al que está destinado el vestuario de Springfield es de un estilo urbano, cosmopolita, natural y desenfadado. El estilo de la ropa y de los complementos sugiere una vida igualmente activa.
En los últimos años su estilo ha ido madurando acercándose a una clientela algo más adulta y que busca prendas para ir algo más arreglada pero sin dejar a lado la comodidad que caracteriza a la marca.

## Puntos de venta

### Tiendas y franquicias
Springfield cuenta con 887 puntos de venta en 52 países.[cita requerida]
Además de las tiendas propias, Springfield cuenta con presencia en 47 países a través de 317 franquicias.[cita requerida]

## Fábricas
La ropa de Springfield se fabrica en países con mano de obra barata como Bangladés.
También se fabrica en Portugal en especial sus secciones de calzado y bolsos de piel.

## En línea
Desde julio de 2010, la cadena ha optado por diversificar y apostar por la venta no presencial, inaugurando una tienda en línea para atender al creciente mercado de consumidores no convencionales. En la actualidad,[¿cuándo?] la tienda en línea opera en España y en otros 18 países de la Unión Europea.